# Thagria perspicuata
Thagria perspicuata är en insektsart som beskrevs av Nielson 1977. Thagria perspicuata ingår i släktet Thagria och familjen dvärgstritar. Inga underarter finns listade i Catalogue of Life.